# Павловский, Фёдор Андреевич
Diff/
Фёдор Андре́евич Павло́вский (1839—1906) — российский общественный деятель, один из основателей  Харьковской общественной библиотеки, член её правления в 1885—1892 годах; гласный Харьковской городской думы, член харьковской городской управы. 

## Биография
Родился в 1839 году в семье статского советника Андрея Федоровича Павловского, бывшего ректора Харьковского университета. В августе 1850 года поступил во второй класс Харьковской губернской гимназии, которую окончил в 1856 году. В 1857 году продолжил учёбу в Харьковском университете; первоначально учился на медицинском факультете, затем перешёл на физико-математический факультет, который окончил со степенью кандидата.
Занимал различные должности: был гласным Харьковской городской думы (1879—1882), членом харьковской городской управы (1889—1892). Покинул управу во время, так называемых, «Кутузовских времён» (время, когда городским головой Харькова был Иван Голенищев-Кутузов). Служил уполномоченным Министерства финансов по закупке хлеба голодающим и армии. Активно участвовал в решении вопросов по развитию города Харькова: строительства конно-железной дороги, проектирование мостов, строительства школы, освещение Народного дома. Принимал участие в издании «Харьковского календаря». Основатель и редактор газеты «Накануне» (1906). Член Конституционно-демократической партии.

## Общественная деятельность
Один из основателей и пожизненный член Харьковского общества грамотности. Один из инициаторов и основателей Харьковской общественной библиотеки. С 26 сентября 1885 по 1892 год член правления. Участник общего собрания библиотеки, его председатель и секретарь, историограф. Им был подготовлен исторический очерк «Первый год Харьковской общественной библиотеки», в котором привёл сведения об основателях библиотеки, членах правления, первых библиотекарях, привёл отчет о первом годе работы. Как гласный думы, ходатайствовал перед Харьковской городской думой о предоставлении субсидий для библиотеки, что дало возможность в 1889 году открыть комнату для научных занятий.
Благотворительную деятельность направлял на развитие школ, библиотек, помощь студентам. В 1889 году сделал пожертвование 2500 рублей Харьковскому университету, на проценты с которых студентам предоставлялась Премия имени заслуженного профессора Андрея Федоровича Павловского за лучшие сочинения по математике, механике, астрономии, физике и химии.
Увлекался садоводством и цветоводством. Много путешествовал выполняя поручения Министерства финансов и по своей инициативе. Кроме России и Кавказа, бывал в Средней и Южной Европе, Северной Африке и Малой Азии. Состоял членом Харьковского общества сельского хозяйства.
Умер 5 (18) мая 1906 года.